# VRP - Variety Reduction Program
Il VRP - Variety Reduction Program (in giapponese buhin hangenka keikaku ・ 部品半減化計画) è un metodo per la razionalizzazione e standardizzazione dei componenti e delle strutture di prodotto. Si tratta di una metodologia di supporto ad una progettazione funzionale a strategie produttive (di monozukuri), in grado di ottemperare congiuntamente ad esigenze di diversificazione e di controllo dei costi. 

## Storia
Essa venne messa a punto negli anni '70 da Akira Kōdate e Toshio Suzue, consulenti giapponesi di direzione aziendale della Japan Management Association, allo scopo di contrastare gli effetti di aumento dei costi e di difficoltà di gestione indotti presso le aziende manifatturiere dalla forte tendenza industriale alla diversificazione di prodotto. 
In concomitanza con le difficoltà dettate dalle crisi petrolifere, negli anni '70 molte aziende dovettero infatti affrontare il tema della gestione della diversificazione di prodotto che aveva preso il via con il boom economico degli anni '60. Esse si resero improvvisamente conto che il continuo moltiplicarsi di varietà di modello di parecchi prodotti in progressiva ascesa commerciale (casalinghi ed elettrodomestici, auto, etc.) rispondeva certamente al desiderio di soddisfare sempre più ampie fasce di mercato, ma comportava altresì una complessità gestionale e un carico di costi che rischiavano di impedire la sostenibilità della loro impresa.
Per consentire di risolvere l'apparente inconciliabilità delle esigenze della produzione (replicabilità di pochi modelli standard per ottimizzare le risorse e mantenere il controllo dei costi) e delle aspirazioni degli enti di marketing e vendite (flessibilità massima sui modelli e le varianti di modello per una maggiore diffusione nel mercato), Kōdate e Suzue suggerirono ad una delle aziende per cui lavoravano e che soffriva di tale conflitto interno, di riesaminare la struttura dei propri prodotti (sedili per auto).

## Lineamenti del metodo
Fu così che individuarono e fissarono due modalità possibili di analisi della distinta base:
- analisi verticale (VSA)
- analisi orizzontale (HSA).

Seguendo per l'una la prospettiva del "fisso/ variabile" e per l'altra il criterio della "combinazione", stimolarono l'azienda a rivedere i modelli in un'ottica di gamma di prodotto, a sviluppare i nuovi modelli a partire non dal livello di prodotto finito, bensì da considerazioni di necessità ed utilità dei loro componenti secondo un totale di 5 tecniche fondamentali:
- fisso/variabile
- combinazione
- multifunzione
- range (campo)
- serie.

Non ultimo - essi indussero i progettisti a scegliere le modalità di diversificazione in modo misurato, eliminando varianti (costi) non riconosciute dal mercato.
Procedendo attraverso il computo del numero di componenti e del numero di tipi di componente presenti nell'albero strutturale dei prodotti, si calcola il cosiddetto Part Index, utile a monitorare nel tempo l'incidenza di ogni nuovo inserimento di codici variante nella struttura di prodotto.
L'impatto dell'applicazione dei suddetti principi non si limita alla semplificazione della struttura dei prodotti. Ad una struttura più razionale della gamma di prodotto corrisponde infatti un alleggerimento delle attività a carico della funzione acquisti, ed ancor più una semplificazione dei processi produttivi. Questa metodologia consente pertanto di ridurre i costi complessivi (materia prima, trasformazione, gestione) operando una razionalizzazione di prodotto e di processo.
La denominazione giapponese del metodo (buhin hangenka keikaku・部品半減化計画) significa "Piano di dimezzamento dei componenti e fa esplicito riferimento al principio secondo il quale riducendo del 30% il numero dei componenti e del 30% il numero di tipologie di componente usate, si può ottenere complessivamente un dimezzamento delle parti presenti in un prodotto.
A tale riduzione corrisponde un abbattimento dei costi di prodotto in percentuali significative, a seconda della specificità del caso.